# 롯데월드 2 호텔
롯데월드 2 호텔(영어: Lotte World II Hotel)은 대한민국 서울특별시 송파구 신천동에 건설 예정이던 높이 800m, 지상 200층의 건물이다. 높이를 555m로, 층수를 지상 112층으로 계획을 하였으나 역시 허가가 나지 않아 건설이 무산되었다. 만약 완공했다면 대한민국에서 가장 높은 건물이 될 것이었다.

## 같이 보기
- 대한민국의 마천루 목록
- 서울특별시의 마천루 목록